# Gómez García
Gomez Garcia (fl. XII-XIII secolo) è stato un trovatore castigliano, abate di Valladolid e notaio di Sancho IV di Castiglia.
È autore di due componimenti poetici: una cantiga de amigo e una cantiga de amor. 